# Казімеж Прушинський

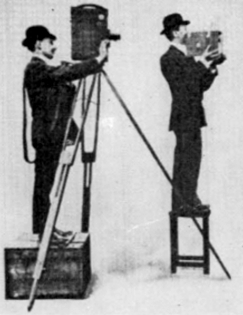

Казімеж Прушинський (пол. Kazimierz Prószyński; 1875, Варшава — березень 1945, концтабір Маутгаузен) — польський винахідник, один з родоначальників кінематографа Польщі, автор сюжетів і кінорежисер перших документальних та ігрових фільмів.

## Життєпис
Дід, Станіслав Антоній Прушинський, з 1839 року володів фотографічною студією у Мінську (практично з року опублікування інформації про методи отримання позитивного зображення Луї Дагера); батько — викладач, письменник, видавець, громадсько-політичний діяч Конрад Прушинський, також займався фотографією.
Після початку навчання в політехнічному інституті в Льєжі в 1893 році почав експериментувати з фіксацією переміщення об'єктів. У 1894 році (за рік до оголошенні про патенті братів Люм'єр) створив апарат для запису і відтворення рухомих зображень, який назвав плеографом. У 1898 році удосконалив свій винахід і назвав його біоплеографом. Також рганізував товариство «Pleograf», яке пізніше буде визнано першою польською кіностудією, і захопився самостійним створенням фільмів, спочатку хронікальних, потім ігрових: «Ковзанка у Лазенковський палаці» (пол. «Ślizgawka w Łazienkach»), «Гульвіса повертається додому» (пол. «Powrót birbanta»), «Пригода візника» (пол. «Przygoda dorożkarza»).
У 1909 році сконструював першу у світі ручну кінокамеру — Аероскоп або автоплеограф, прототип сучасних репортерських кінокамер, і запатентував його у Франції, a потім у Великій Британії. Ідея винаходу полягала у відмові від обертання оператором ручки камери, цю функцію виконував двигун на стисненому повітрі, яке заздалегідь напомповувалося в спеціальний резервуар. Нововведення дозволило звільнити кінематографістові обидві руки і виконувати зйомки більш мобільно. «Аероскоп» застосовувався операторами кінохроніки більшості провідних кінокомпаній з 1912 року до появи звукового кіно.
У 1910—1915 роках розробляв методи синхронізації зображення і звуку. Перша світова війна перервала ці дослідження. З цього періоду винахідник постійно проживав у Варшаві.
У 1944 році, під час німецької окупації Польщі, в ході каральних акцій з придушення Варшавського повстання був заарештований гестапо і поміщений в концентраційний табір Маутгаузен, де помер в березні 1945 року.